# .es
.es — в Інтернеті, національний домен верхнього рівня (ccTLD) для Іспанії.

## Домени 2-го та 3-го рівнів
В цьому національному домені нараховується близько 20,600,000 вебсторінок (станом на січень 2007 року).
У наш час використовуються та приймають реєстрації доменів 3-го рівня такі доменні суфікси (відповідно, існують такі домени 2-го рівня):
| Суфікс  | Регламентовані користувачі                                            |
| .com.es | Комерційні установи, корпорації                                       |
| .edu.es | Наукові та дослідницькі установи, коледжі, університети або інститути |
| .fam.es | Родини, приватні особи                                                |
| .gob.es | Державні та урядові установи                                          |
| .org.es | Неприбуткові, неурядові організації                                   |
| .pp.es  | Родини, приватні особи                                                |